# René Alpsteg
René Alpsteg (* 3. Dezember 1920 in Bonneville (Haute-Savoie); † 24. Dezember 2001) war ein französischer Fußballspieler.

## Vereinskarriere
Der Stürmer kam 1944 von seinem Heimatverein CA Bonneville zur AS Saint-Étienne, die in dieser letzten Saison während des Zweiten Weltkriegs in der Südgruppe der Division 1 spielte, dort aber nur einen Mittelplatz belegte. Alpsteg, der schnell den Spitznamen „Kiki“ bekam, gelangen in seiner ersten Spielzeit bei den Verts – als Grüne werden die Fußballer der ASSE in Frankreich bezeichnet – immerhin acht Treffer. Zu seinen bekanntesten Mitspielern in diesem Kreis gehörten Ignace Tax und Jean Snella, die später beide auch seine Trainer wurden, sowie Stürmerkollege Antoine Rodriguez, Kader Firoud, Antoine Cuissard und später auch Claude Abbes. René Alpsteg war ein außerordentlich vielseitiger Spielertyp, der sowohl als Mittelstürmer wie als Rechtsaußen, aber auch als Außenläufer eingesetzt werden konnte und trotz seiner Bedeutung als Torjäger auch häufig in der Abwehr aushalf.
Insgesamt spielte er neun Jahre für Saint-Étienne, wurde in dieser Zeit zum französischen Nationalspieler und erzielte exakt 100 Pflichtspieltore für die Verts. Besonders erfolgreich war er persönlich in der Saison 1945/46, ab der der Wettbewerb wieder als offizielle Meisterschaft galt, als er mit 18 Ligatreffern in der Torjägerliste auf Platz 7 verzeichnet war und mit seinem Klub die Vizemeisterschaft feiern konnte. Im Pokal erreichte er in dieser Zeit zweimal das Halbfinale, in dem dann aber die US Valenciennes (1950/51, 1:3) bzw. Lille Olympique (1952/53, 0:1) die Hoffnung auf einen Titelgewinn vereitelten.
Von 1953 bis 1955 spielte René Alpsteg noch für den Zweitligisten Racing Club Franc-Comtois aus Besançon, der in dieser Zeit zwar keine Chance auf den Aufstieg in die Division 1 besaß, mit dem der Torjäger aber noch einmal ins Pokalviertelfinale vorstieß. In der Saison 1954/55 gehörte „Kiki“ zu den Spielern, die offiziell beschuldigt wurden, von Red Star Olympique Audonien Geld für eine Niederlage angenommen und an Mitspieler weitergegeben zu haben; er bestritt diesen Vorwurf, gab aber zu, vor dem Spiel gegen Red Star von Unbekannten ein Angebot erhalten zu haben – allerdings „ohne dass mir deutlich wurde, ob wir dafür gewinnen oder verlieren sollten“.
René Alpsteg verstarb Heiligabend 2001 im Alter von 81 Jahren. Mit seinem jüngeren Bruder Léon Alpsteg hatte er sowohl in Saint-Étienne als auch in Besançon zeitweilig in einer Mannschaft gespielt.

## Nationalspieler
Zwischen Mai 1947 (4:0 gegen die Niederlande) und April 1952 (3:0 gegen Portugal) wurde Alpsteg zu zwölf A-Länderspielen in die französische Nationalelf berufen, wobei ihm gleich bei seinem Debüt eines von insgesamt vier Toren, die er im blauen Trikot der Franzosen erzielte, gelang. Auch in seinem letzten internationalen Auftritt schoss er einen Treffer. Im Kreis der Nationalmannschaft war er allerdings insbesondere als Vorlagengeber für Oscar Heisserer und Jean Baratte gefragt. Sein bedeutendstes Spiel war das 2:2 gegen England am 3. Oktober 1951 im Stadion von Highbury, in dem er die zwischenzeitliche 2:1-Führung erzielte und sich die folgenden 70 Minuten nicht zu schade war, an der Seite des „Helden von Highbury“, Robert Jonquet, als Turm in der Abwehrschlacht zu dienen. Eine schwere Verletzung in der Saison 1949/50 verhinderte eine größere Zahl von Einsätzen Alpstegs, der drei Jahre lang, zwischen April 1948 und Mai 1951, überhaupt nicht berücksichtigt wurde.